# Xstrata
Xstrata plc è stata una multinazionale anglo-svizzera con sede a Zugo, in Svizzera, e con sede legale a Londra, nel Regno Unito.
Era un importante produttore di carbone (e il più grande esportatore mondiale di carbone termico), rame, nichel, vanadio primario e zinco e il più grande produttore mondiale di ferrocromo. Aveva attività in 19 paesi in Africa, Asia, Australasia, Europa, Nord America e Sud America.
Xstrata era quotata alla Borsa di Londra ed era inclusa nell'Indice FTSE 100. Aveva una capitalizzazione di mercato di circa £ 29 miliardi al 23 dicembre 2011, occupando così il sedicesimo posto nella graduatoria delle aziende quotate alla Borsa di Londra. Era quotata anche sul SIX Swiss Exchange.
Il 2 maggio 2013 la proprietà di Xstrata venne interamente acquisita da Glencore. che annunciò che non avrebbe più utilizzato il marchio "Xstrata" che sarebbe stato eliminato gradualmente. Glencore Xstrata plc è ora Glencore plc, mentre il marchio è in uso da società non più collegate all'originaria.

## Storia
La società venne fondata nel 1926 in Svizzera come Südelektra, un progetto di infrastrutture e di elettricità che operava in America Latina. Nel 1990, Marc Rich e Co AG divennero i suoi azionisti di maggioranza. Negli anni novanta si diversificò nel settore minerario e dismise le sue attività non strategiche.
Venne quotata, per la prima volta alla Borsa di Londra, nel 2002, anno in cui acquisì le risorse di carbone di Glencore in Australia e Sudafrica.
Nel 2003, raddoppiò la sua dimensione acquisendo, per 2,9 miliardi di dollari, la mineraria MIM Holdings. Tuttavia, nel 2005, perse l'offerta per acquisire l'altra mineraria australiana, la WMC Resources, che venne rilevata da BHP Billiton, la più grande compagnia mineraria del mondo.
Nel 2004 chiuse il suo impianto di Windimurra Vanadium nell'Australia Occidentale, il che ebbe l'effetto di innalzare i prezzi del vanadio per le altre miniere di Xstrata in tutto il mondo. Molte centinaia di persone vennero licenziate e, a seguito di questa operazione, molti australiani occidentali non sono più interessati a vedere l'azienda coinvolta in altre attività minerarie nello Stato.
Nell'agosto 2005 acquisì una partecipazione del 19,9% in Falconbridge Limited, una società mineraria diversificata canadese che produce rame, nichel, alluminio, piombo e zinco. In seguito ad una battaglia di acquisizione contestata da Inco Limited, Xstrata rilevò con successo il restante 80,1% di Falconbridge nell'agosto del 2006.
Nel 2006 il Territorio del Nord e il governo australiano approvarono l'espansione della miniera di zinco del fiume McArthur, vicino alla popolare località di pesca di Borrooloola. L'espansione comportò la deviazione del fiume verso un nuovo canale di 5.5 km, per consentire la costruzione di un enorme bacino a cielo aperto nel fiume. A nome dei proprietari tradizionali della regione - i popoli Yanyuwa, Mara, Garrawa e Gurdanji - il Consiglio del Territorio del Nord lanciò un'opposizione legale alla decisione del Governo del Territorio del Nord di approvare l'estrazione e la deviazione del fiume McArthur. Il 1º maggio 2007, la Corte Suprema del Territorio del Nord si pronunciò a favore del Consiglio del Territorio del Nord per fermare l'espansione. Il 3 maggio 2007, il governo del Territorio del Nord si affrettò a introdurre una legislazione retroattiva per annullare la decisione della corte e consentire alla miniera a cielo aperto di procedere verso la ristrutturazione.
Nel novembre 2011, Xtrata S , RL e CV (in seguito "Xstrata Mexico") divennero socio strategico in JV tramite Xstrata AG, per acquisire, sviluppare e gestire concessioni minerarie in Nord e Sud America per fornire prodotti IOCG al proprio partner AG e, a sua volta per le attività commerciali di Glencore.
All'inizio del primo trimestre 2012, Xstrata Mexico acquisì il controllo di numerose concessioni di IOCG di primo livello in Messico per un totale di 63.000 ettari sopra la cintura di ferro negli Stati di Jalisco, Colima e Michoacán. Cile, Brasile e Venezuela seguirono con joint venture strategiche con Codelco, Vale do Rio Doce e CVG (Corporacion Venezolana de Guayana).
Il 28 maggio 2012 la violenta repressione dei residenti locali da parte della polizia nelle province di Espinar e Cusco, in Perù, causò la morte di due civili. Gli abitanti protestarono contro l'inquinamento delle fonti d'acqua causato dalle attività minerarie di Xstrata. Il governo decretò lo stato di emergenza e sospese le libertà civili garantite dalla Costituzione.
Il 2 maggio 2013 Xstrata venne acquisita da Glencore.

## Operazioni
Dall'inizio del nuovo millennio si è sviluppata da piccola azienda ad uno dei più grandi gruppi minerari diversificati del mondo con l'aiuto di una serie di grandi acquisizioni. Nel 2008, il suo grado di transnazionalità secondo l'indice di transnazionalità era 93,2 % e si classificò al primo posto. Deteneva importanti operazioni/progetti in diciotto paesi (Australia, Argentina, Brasile, Canada, Cile, Colombia, Repubblica Dominicana, Germania, Giamaica, Nuova Caledonia, Norvegia, Papua Nuova Guinea, Perù, Sudafrica, Spagna, Tanzania, Stati Uniti d'America e Regno Unito) ed era un importante produttore di rame, carbon coke, carbone termico, nichel, ferrocromo, vanadio e zinco. Su scala ridotta trattava anche alluminio, oro, piombo e argento. Aveva poi interessi nei metalli del gruppo del platino attraverso la sua quota del 24,9% in Lonmin.
Nel luglio 2012 aprì il suo primo ufficio in Cina che rappresentava fino a un terzo delle vendite globali di Xstrata. L'ufficio si trovava a Shanghai.
A partire dal 2006 i capi di Glencore Willy, Strothotte e Ivan Glasenberg, hanno fatto parte del consiglio di amministrazione di Xstrata, presieduto da Strothotte e la quota di partecipazione Glencore sfiorava il 20%
Nel giugno 2012, a seguito di un precedente annuncio di fusione tra Glencore e Xstrata, le due società iniziarono a riconsiderare il pacchetto di accantonamenti proposto per la loro fusione, a causa dell'opposizione dell'azionista a un enorme pagamento ai dirigenti. Complessivamente, 73 dirigenti chiave ricevettero oltre 170 milioni di sterline nell'ambito del pacchetto di conservazione iniziale.
Nel luglio 2012 venne annunciato che la riunione del Tribunale originariamente programmata per il 12 luglio 2012 per approvare i dettagli della fusione tra Xstrata e Glencore era stata aggiornata al 7 settembre 2012.